# Liceu Piauiense
O Liceu Piauiense é a mais antiga escola pública do estado do Piauí, sediada na capital do estado, em Teresina.

## História
Foi criado pelo governo provincial, então exercido pelo presidente da província Zacarias de Góis, no período do Império do Brasil, pela resolução número 189, de 4 de outubro de 1845 com a denominação de Liceu Provincial sediado em Oeiras, que era a capital da província do Piauí. Em 1853 é transferido para Teresina e redenominado para Liceu Piauiense. Funcionou em várias sedes até que no dia 3 de maio de 1934 foi instalado no edifício atual e em 1948 foi rebatizado para Colégio Estadual Liceu Piauiense e em seguida para Colégio Estadual Zacarias de Góis.

## Professores notáveis

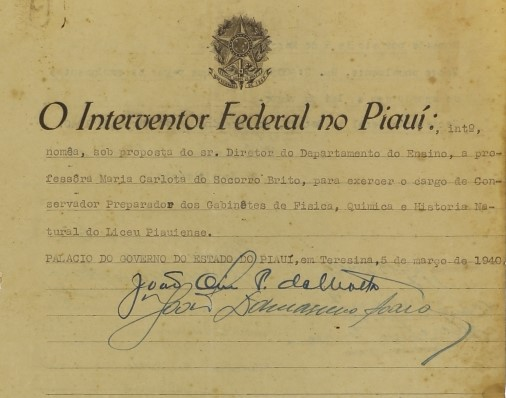
Documento do Interventor do Piauí, no contexto da Era Vargas, nomeando docente para o liceu em 1940. O documento é assinado pelo interventor, interino, João Osório Porfírio da Mota.

A história do Liceu Piauiense relaciona alguns professores que foram nomes da vida econômica, social e política do Piauí.
- Abdias da Costa Neves, senador
- Clidenor de Freitas Santos, deputado federal
- Luís Mendes Ribeiro Gonçalves, senador
- Miguel de Sousa Borges Leal Castelo Branco II, criador do Almanaque Piauiense
- Higino Cunha, historiador
- Wilson de Andrade Brandão deputado estadual
- Simplício de Sousa Mendes
- David Moreira Caldas, jornalista
- Demerval Lobão Veras, advogado e deputado federal
- Polidoro César Burlamaqui, Um dos primeiros desembargadores do Tribunal de Justiça do Piauí e governador do Paraná(1866-1867) e do Piauí(1867-1868).[6]
- Miguel de Paiva Rosa governador do Piauí de 1912 a 1916
- José Camillo da Silveira Filho, escritor e reitor
- José Martins Pereira de Alencastre escritor e político que governou Goiás e Alagoas
- Orlando Geraldo Rego de Carvalho, membro da Academia Piauiense de Letras
- Leônidas de Castro Melo governador do Piauí
- Simplício Rezende deputado geral pelo Piauí
- Francisco Freire de Andrade que foi um dos constituintes na Assembleia Nacional Constituinte de 1934.[7][8][9]